# 查理·帕克 (籃球教練)
查爾斯·亨利·帕克（1948年12月25日—）為美國男子籃球教練，俄亥俄州哥伦布人，1972年取得芬利大學學位，1974年獲得鮑林格林州立大學碩士學位，於大學籃球執教十多年後，轉投NBA球隊擔任助理教練。曾擔任中華台北男子籃球代表隊總教練。

## 經歷
- 韋恩州立大學總教練（1982–1988）
- 南加州大學教練（八年）
- NBA達拉斯獨行俠隊助理教練（1996–2005）
- NBA紐奧良黃蜂隊助理教練（2006–2010）
- 中華台北世界大學運動會男子籃球代表隊總教練
- 中華台北男子籃球代表隊助理教練
- 中華台北男子籃球代表隊總教練（2018–2022）

## 執教生涯

### 中華男籃

#### 世大運男籃
2016年4月，帕克擔任中華男籃總教練備戰2017年夏季世界大學運動會籃球比賽。

#### 國家隊男籃
中華隊在2019年世界盃籃球賽亞太區資格賽的表現不佳而無緣晉級，所以時任總教練周俊三請辭。因此，由查理·帕克接任總教練一職，在他上任後首個任務便是第四十屆威廉·瓊斯盃國際籃球邀請賽。
查理·帕克帶領球隊在2018年亞洲運動會籃球比賽預賽中贏得三連勝，以分組第一之姿晉級八強。八強賽時，更以82－75淘汰敘利亞隊而挺進四強。雖然四強賽與銅牌戰分別以63－86敗於中國隊及81－89韓國隊而無緣獎牌，不過在帕克的指導下仍達成了亞運前訂下的目標，同時也是中華隊時隔48年再度闖進亞運四強及48年來的最佳成績。
2019年，帕克率隊在第四十一屆威廉·瓊斯盃國際籃球邀請賽取得5勝3敗；第四名的成績。
2022年11月與中華民國籃球協會合約到期後不再續聘擔任中華男籃總教練。

## 外部連結
- 查理·帕克在fiba.basketball（英语）
- 查理·帕克在Basketball-Reference.com（NBA教練）（英语）
- 查理·帕克在Sports-Reference.com（NCAA教練）（英语）
- 查理·帕克在Eurobasket.com（教練）（英语）